# جمال الحيدري
جمال الحيدري بالانكليزية (Jamal al-Haidari) توفي سنة 1963، سياسي وشيوعي عراقي. أنضم إلى صفوف الحزب الشيوعي العراقي عام 1946، وأصبح زعيمًا لفصيل شيوعي متمرّد خلال عقد الخمسينيات ، وبعد عودته إلى الحزب الشيوعي في عام 1956 صار زعيما بارزاً وقد تورط في الخلافات الداخلية للحزب. وفي عام 1963 اعدم من قبل نظام حزب البعث العربي الاشتراكي.

## الانضمام للحزب الشيوعي
كان الحيدري مع شقيقه صلاح الحيدري من بين مقاتلي جماعة شورش الشيوعية الكردية التي أنضمت إلى الحزب الشيوعي العراقي في عام 1946، بدلاً من الاندماج في الحزب الديمقراطي الكردي.

## رايات الشغيلة
تمرد الحيدري أثناء وجوده في السجن في عام 1952 ، على تبني برنامج الحزب الجديد للحزب الشيوعي، ثم طرد الحيدري إلى جانب منتقدي القيادة الجديدة للحزب من الحزب. في شباط 1953، بعد أن نشر جهاز الحزب الشيوعي القاعدة هجومًا شرسًا على المعارضين المطرودين قررت مجموعة الحيدري تشكيل منظمة جديدة، سميت على اسم أعضائها راية الشغيلة «راية الكادحين». أصبح الحيدري المتحدث الرئيسي باسم جماعة رايات الشغيلة . كرس الحيدري طاقته لمحاربة الحزب الشيوعي وزعيمه باسم على وجه الخصوص. من بين أمور أخرى، حاول الحيدري دون جدوى إقناع الحزب الشيوعي للاتحاد السوفيتي بالاعتراف بمجموعته على الحزب الشيوعي العراقي.

## المكتب السياسي للحزب الشيوعي
في عام 1956، بعد التحولات في قيادة الحزب الشيوعي العراقي، أتحدت مجموعة الحيدري مع الحزب. بعد الاندماج، أصبح الحيدري عضواً في المكتب السياسي للحزب الشيوعي. أصبح الحيدري مساعداً مقربًا للأمين العام الجديد سلام عادل، وشكل عادل والحيدري معًا أحد حزبي المكتب السياسي (الآخر، الملقب بـ «زمرة فور» بقيادة بهاء الدين نوري). في أواخر الخمسينيات من القرن الماضي، تدهور الوضع في المكتب السياسي. اتهمت «عصبة فور» عادل والحيدري بإفساد العلاقات مع عبد الكريم قاسم.

## النفي
أُجبر الحيدري على النفي في عام 1960. في ذلك الوقت كان الحزب الشيوعي يسعى للحصول على اعتراف قانوني لكن سلطات الدولة قررت بدلاً من ذلك تسجيل «حزب شيوعي عراقي» وهمي برئاسة داود الصايغ. وكان الصايغ قد طالب بطرد عادل والحيدري وأمير عبد الله من الحزب الشيوعي العراقي كشرط للاندماج مع حزبه (الذي كان سيعطي الحزب الشيوعي الوضع القانوني). في النهاية تم التوصل إلى تسوية (بمفاوضة الصايغ بشكل غير رسمي نيابة عن الحكومة آنذاك) تم إعفاء الحيدري وعبد الله من واجباتهم الحزبية بسبب «أسباب صحية» وتم تقديم تأشيرات الخروج (اتصالات من خلال حكومة الصايغ) لهم للسفر إلى موسكو.  في موسكو انضموا إلى عادل الذي كان قد أرسل بالفعل إلى هناك لتلقي العلاج. ومع ذلك فشل الاندماج بين الحزب الشيوعي وحزب الصايغ لأسباب أخرى.

## بعد الانقلاب البعثي
عاد عادل والحيدري إلى العراق في عام 1962. وتولى عادل مسؤولية الحزب مرة أخرى وشكل سكرتارية جديدة مع الحيدري كرئيس لمكتب الفلاحين في الحزب.
مع أنقلاب البعث في 8 شباط 1963، شنت حملة ضد الحزب الشيوعي. تمكن الحيدري من الفرار من الاعتقال وذهب تحت الأرض. جنباً إلى جنب مع عبد الجبار وهبي وصالح العبلي وأسس الحيدري «قيادة الحزب المركزي» الجديدة. ثم قبض على الحيدري وإعدم. في 20 ايلول 1963